# 沃尔特·戈斯
沃尔特·戈斯（英語：Walter Goss，1928年7月21日—2012年7月26日）美国音频工程师。他曾因电影深深深提名奥斯卡最佳音响效果奖。

## 部分影视作品
- 深深深（英语：The Deep (1977 film)） (1977)